# ماري ماكسويل غيتس
ماري ماكسويل غيتس (بالإنجليزية: Mary Maxwell Gates)‏ (5 يوليو 1929 - 10 يونيو 1994) كانت سيدة أعمال أمريكية، عملت 18 عاما (1975-1993) في جامعة واشنطن في قسم مجلس الحكام وهي والدة بيل غيتس.